# Krug von Soissons
Der Krug von Soissons (im lateinischen Text mit urceus bezeichnet) ist ein christlicher Kultusgegenstand in wahrscheinlich krugähnlicher Form aus dem Kirchenschatz von Reims, der in einer Anekdote in den „Zehn Bücher Geschichten“ (Historiae) des Gregor von Tours vorkommt. Im französischen Sprachraum wird er auch als Vase von Soissons bezeichnet.

## Schilderung
Auf den Kriegszügen des Merowingerkönigs Chlodwig I. gegen den römischen Statthalter Syagrius in Gallien 486/7 plünderten die Truppen des Chlodwig auch die Stadt Reims im heutigen Nordfrankreich und erbeuteten aus dem Kirchenschatz unter anderem einen Krug, den der Bischof Remigius von Chlodwig I. zurückforderte. Auf dem Märzfeld des Jahres 486/87 bei Soissons verlangte Chlodwig I. als Teil seines Anteils an der Beute diesen Krug, den ihm seine Gefolgsleute auch zugestehen wollten. Da trat ein einfacher Wehrmann hervor, zerschlug den Krug mit seinem Schwert und verkündete dem König, dass er nichts mehr als seinen Anteil erhalte.
Der König nahm dies zunächst hin. Auf dem Märzfeld des kommenden Jahres erkannte der König den Wehrmann wieder und kritisierte ihn wegen seiner vernachlässigten Kleidung und Waffen. Er warf die Waffen des Mannes zu Boden, und als dieser sie wieder aufnehmen wollte, erschlug er den Wehrmann mit einem Hieb auf den Kopf und mit den Worten: „Dieses so, wie du dem Krug in Soissons getan hast“.

## Deutung
Diese Geschichte zeigt die sich ändernden Machtverhältnisse unter den Franken Ende des 5. Jahrhunderts. Nach germanischer Sitte wurde die Beute eines Kriegszuges unter den Teilnehmern durch Los verteilt, jedem stand ein Anteil zu. Als der König versuchte, eine Sonderbehandlung zu erhalten, konnte er darum nur bitten; ein Recht darauf hatte er nicht. Dieses wurde ihm dann von einem einfachen Wehrmann rechtens verwehrt – der König fügte sich zunächst und ließ die Zerstörung des Kruges ungesühnt. Erst im kommenden Jahr erschlug er den Wehrmann mit Hinweis auf die vergangene Tat. Dieser Einsatz seiner persönlichen Kraft stärkte seine Position und brachte ihm erhöhte Ehrfurcht seiner Gefolgsleute ein.
Als König war er oberster Richter und stand über dem Recht, hatte also keine Verfolgung der Tat zu befürchten. Seine Königswürde und damit Sonderrechte bildeten sich zu dieser Zeit aber erst langsam heraus; diese Geschichte ist ein Anzeichen für diesen Wandel. Die Geschichte wird auch zu Spekulationen über die zunehmende Bedeutung der christlichen Kirche für Chlodwig I. herangezogen, ist er doch der erste Merowingerkönig, der zudem noch von Remigius getauft werden sollte.